# Vietnã nos Jogos Olímpicos de Verão de 1956
O Vietnã do Sul competiu como Vietnã nos Jogos Olímpicos de Verão de 1956 em Melbourne, Austrália.

## Resultados por Evento

### Ciclismo
Velocidade Individual Masculino
- Le Van Phuoc — 16 lugar

1 km contra o relógio masculino
- Nguyen Van Nhieu — 1:23.6 (→ 22 lugar)

Estrada Individual Masculino
- Ngo Tanh Liem — não terminou (→ sem classificação)
- Nguyen Hw Thoa — não terminou (→ sem classificação)
- Tran Gia Thu — não terminou (→ sem classificação)
- Trung Tung Le — não terminou (→ sem classificação)